# Roberto Saccò
Roberto Saccò (Lodi, ...) è un ex hockeista su pista e allenatore di hockey su pista italiano.

## Palmarès

### Giocatore
- Coppa CERS/WSE: 1

Amatori Lodi: 1986-1987
- Coppa delle Coppe: 1

Roller Monza: 1991-1992